# 木下俊定
木下 俊定（きのした としさだ）は、安土桃山時代の武将、大名。岡山藩家臣。従五位下信濃守。
小出吉政（大和守）の養子で、小出俊定とも云う。

## 略歴
木下家定の四男。『木下家譜』では生母を雲照院とするが、『寛政重修諸家譜』では某氏とする。
豊臣秀吉に仕えて、丹波国内で1万石を与えられた。
慶長5年（1600年）の関ヶ原の戦いでは、小出秀政、吉政と同じく西軍に属して、俊定は三尹らと大津城の戦いに参加した。戦後、改易されて俊定の所領は没収されるが、10月24日に大津攻めで活躍した家臣大槻小右衞門に感状を出している。
その後は弟の秀秋の岡山藩に寄食して、備前国内で和気郡など5,000石を知行したが、慶長7年（1602年）10月15日に病死した。法名は慈徳院叟林幻化。